# 佐佐木只三郎
佐佐木只三郎（日语：／ Sasaki Tadasaburō，1833年—1868年2月5日）是幕末的武士、旗本，曾任京都見廻組隊長。也叫作泰昌、唯三郎。哥哥是手代木勝任（直右衛門）。

## 生平
佐佐木只三郎為陸奧国会津藩（今 福島縣會津地區）領内藩士佐佐木源八的三男。之後成為親戚佐佐木矢太夫的養子。學習神道精武流而得到「小太刀日本第一」的稱號，據說他也在幕府講武所內擔任劍術師父。
之後跟著擔任京都守護職的會津藩主松平容保部下的表哥‧勝任一起參與清河八郎的計畫，文久2年（1862年）組成浪士組一同前往京都。但只三郎與清河決裂後而開始反抗他、並和決定留在京都的近藤勇等人一同處理如何成為京都守護職旗下組織的事情。文久3年（1863年）他回到江戶，並在麻布這裡，與窪田泉太郎等人一起暗殺浪士組的清河八郎。
元治元年（1864年）率領京都見廻組，並與新撰組一同被尊攘派志士所恐懼、在禁門之變中也有出動。根據原見廻組隊士今井信郎的證詞、慶應3年（1867年），就是由他帶領隊士發動近江屋事件，一同在京都近江屋中暗殺土佐藩的坂本龍馬以及中岡慎太郎。
1868年隨著戊辰戰争爆發，佐佐木只三郎以幕府軍一員參與鳥羽伏見之戰，並且在樟葉地區（今 大阪府枚方市）附近因為腰被子彈打到而身受重傷、正當奄奄一息之時、只三郎因為傷勢而感到痛苦，照顧他的哥哥‧手代木直右衛門對他直言「你至今殺了許多人、這樣程度的痛苦是應該的」，讓他只能苦笑一聲。之後撤退到和歌山的紀三井寺時去世，得年36。
墓地則在和歌山縣和歌山市的紀三井寺以及福島縣会津若松市「武家屋敷」内。

## 登場作品
小說
- 斬殺龍馬的男人（日语：竜馬を斬った男）（雙葉社、早乙女貢（日语：早乙女貢）著）
- 劍鬼・佐佐木只三郎―京都見廻組與頭（廣濟堂（日语：廣済堂出版）、峰隆一郎（日语：峰隆一郎）著）
- 唯三郎的睪囊（角川書店、羽山信樹（日语：羽山信樹）著）
- 近江屋 一八六七年 百五十年的真相（文藝社（日语：文芸社）、高井忍（日语：高井忍）著）

影視劇
- 維新之曲（日语：維新の曲）（1942年、大映、演：大友柳太郎）
- 新選組血風錄 近藤勇（1963年、東映、演：鈴木金哉）
- 暗殺（日语：暗殺 (映画)）（1964年、松竹、演：高木二朗）
- 幕末（1964年、TBS、演：木村功）
- 俺是用心棒（日语：俺は用心棒#俺は用心棒（第1作目））（1967年、NET、演：穗高稔（日语：穂高稔））
- 龍馬來了（1968年、NHK大河劇、演：林邦史朗）
- 上方武士道（日语：上方武士道#日本テレビ版）（1969年、NTV、演：伊吹聰太朗）
- 新選組（日语：新選組 (テレビドラマ)）（1973年、CX、演：中丸忠雄）
- 勝海舟（日语：勝海舟 (NHK大河ドラマ)）（1974年、NHK大河劇、演：加藤忠）
- 幕末群英傳（1974年、松竹、演：園田健二）
- 新選組始末記（日语：新選組始末記#テレビドラマ（1977年））（1977年、TBS、演：尾形伸之介）
- 幕末青春塗鴉：坂本龍馬（日语：幕末青春グラフィティ 坂本竜馬）（1982年、NTV、演：澤田研二）
- 服部半藏 影之軍團（日语：服部半蔵_影の軍団#影の軍団_幕末編）（1985年、KTV、演：宮内洋）
- 白虎隊（日语：白虎隊 (1986年のテレビドラマ)）（1986年、NTV、演：中康次）
- 斬殺龍馬的男人（日语：竜馬を斬った男#映画）（1987年、松竹、演：萩原健一）
- 必殺SP・新春 大暴仕事人！橫濱異人屋決鬥（日语：必殺スペシャル・新春 大暴れ仕事人! 横浜異人屋敷の決闘）（1990年、ABC、演：鹿内孝）
- 新選組！（2004年、NHK大河劇、演：伊原剛志）
- 龍馬傳（2010年、NHK大河劇、演：中村達也（日语：中村達也 (ドラマー)））

漫畫
- 幕末導火索（日语：幕末イグニッション）（大間九郎作・忠見周畫）
- 銀魂（集英社、空知英秋作）

## 關連項目
- 見廻組